# Ade Dagunduro
Adeola Adedokun Dagunduro, detto Ade (Los Angeles, 22 maggio 1986), è un ex cestista statunitense con cittadinanza nigeriana.

## Carriera
Il 17 agosto 2012 firma un biennale con la Virtus Roma
Con la Nigeria ha disputato i Giochi olimpici di Londra 2012.